# Montenegro i Eurovision Song Contest 2012
Montenegro deltog i Eurovision Song Contest 2012 i Baku i Azerbajdzjan. 

## Bakgrund
I slutet av november 2011 meddelade RTCG att man planerade att återvända till Eurovision Song Contest för att främja sitt land och sina musiker. Montenegro hade senast deltagit i tävlingen år 2009 men efter det inte återvänt, dels på grund av ekonomiska problem. Eftersom kostnaderna för att skicka ett bidrag hade minskat så mycket sedan dess bestämde sig TV-bolaget för att delta igen år 2012.

## Internt val
Den 12 december 2011 meddelade RTCG att sångaren Rambo Amadeus hade valts ut internt till att representera landet i det kommande årets upplaga av Eurovision Song Contest.  Den 26 januari 2012 avslöjades det att titeln på den låt Amadeus skulle framföra i Baku var "Euro Neuro". Ett utdrag från låten släpptes den 19 februari. Den 15 mars presenterades låten "Euro Neuro" i ett TV-program med Sabrija Vulic som värd.

## Vid Eurovision
Montenegro deltog i den första semifinalen den 22 maj. Där hade de startnummer 1. De tog sig inte vidare till final.